# Persea obtusifolia
Persea obtusifolia är en lagerväxtart som beskrevs av Kopp. Persea obtusifolia ingår i släktet avokador, och familjen lagerväxter. Inga underarter finns listade i Catalogue of Life.